# Inseln vor dem Wind
Inseln vor dem Wind ist ein deutscher Abenteuerfilm aus dem Jahr 2012, der von Schiwago Film GmbH und Graf Filmproduktion GmbH produziert wurde.

## Handlung
Dr. Claudia Harding ist Wissenschaftlerin am Maritimen Institut in Hamburg und hat, aufgrund jahrelanger Untersuchungen, den Fundort eines gesunkenen Schiffes mit einem kostbaren Smaragd gefunden. Sie reist nach Grenada und trifft dort auf den charismatischen Skipper Richard „Rick“ Bertold. Der hat zwar einen Doktortitel, lebt aber nun lieber als Abenteurer und Schatzsucher. Zusammen mit der Besatzung des Bergungsschiffes machen sie sich auf die Suche nach dem Schiff. Doch schnell wird Claudia klar, dass ein Verräter an Bord ist.

## Produktion und Ausstrahlung
Der Film wurde zwischen dem 4. April und dem 8. Mai 2011 in Hamburg und Grenada gedreht.
Am 27. Dezember 2012 wurde der Film erstmals in der ARD ausgestrahlt. Die Premiere erreichte 4,76 Millionen und 14,9 Prozent des Gesamtpublikums sowie 0,79 Millionen und 6,9 Prozent der 14- bis 49-jährigen Zuschauer. Am selben Tag erschien der Film auf DVD.

## Kritiken
„Sonnige Stimmung, aber platte Story“

„Die Handlung weist, wie eingehend erwähnt, ansprechende Zutaten auf, die sich aber im Verlauf des Geschehens als eine „Light-Variante“ entpuppen: Die Geschichte plätschert vor sich hin und der Puls des Zuschauers bleibt über weite Strecken im Ruhezustand. Sei es in einer Szene, in der die Hauptdarstellerin zu ertrinken droht, ein Zweikampf auf dem Schiff stattfindet, oder auch die zurückhaltende Liebesgeschichte zwischen Claudia und Draufgänger Rick, die so beiläufig anfängt wie sie endet. Dies alles hinterlässt das Gefühl, in einem Porsche zu sitzen, der einen 2-Tonnen schweren Anhänger hinter sich herzieht.“